# Nusuk
Nusuk is een bestuurslaag in het regentschap Kaur van de provincie Bengkulu, Indonesië. Nusuk telt 464 inwoners (volkstelling 2010).